# Динамо (футбольний клуб, Горький)
Футбольний клуб «Динамо» або просто «Динамо» (рос. Футбольный клуб «Динамо» Горький)  — радянський футбольний клуб з міста Горький.

## Історія
Футбольний клуб «Динамо» засновано в місті Горький. У 1936 та 1937 роках команда виступала в кубку СРСР. Восени 1936 року дебютував у групі «Г» чемпіонату СРСР, в якій фінішував на 4-у місці й виборов путівку до групи «В». У 1946 році знову грав у Третій групі, зоні Поволжя, але потім виступав у регіональних змаганнях. У 1968 році повернувся до російської групи 1 класу «Б», наступного посів друге місце у групі та друге місце у фінальному турнірі. У 1970 році, після чергової реформи футбольних ліг СРСР, втратив своє місце серед команд майстрів. Згодом продовжив виступи в регіональних турнірах, допоки команду не розформували.

## Досягнення
- Фінальний турнір Класу «Б» чемпіонату СРСР
  -  Срібний призер (1): 1969

- Кубок СРСР
  - 1/16 фіналу (2): 1936, 1937